# António Maria de Fontes Pereira de Melo
António Maria de Fontes Pereira de Melo, född den 8 september 1819 i Lissabon, död där den 22 januari 1887, var en portugisisk statsman.
Fontes Pereira de Melo var i yngre år militär, valdes 1848 till folkombud och började sin politiska verksamhet med ett vältaligt uppträdande till tryckfrihetens förmån. Han var sedermera ledare av det så kallade regenerationspartiet samt sex gånger ministerpresident, senast oktober 1883-februari 1886. Under hans ministärer bragtes till stånd omfattande järnvägsanläggningar, en genomgripande reorganisation av armén samt reformer i civil- och kriminallagstiftningen, varibland dödsstraffets upphävande.